# ネーハー・ドゥピア
ネーハー・ドゥピア（Neha Dhupia、1980年8月27日 - ）は、インドの女優、モデル。主にヒンディー語映画、パンジャーブ語映画、テルグ語映画、マラヤーラム語映画で活動している。

## 生い立ち
ケーララ州コーチのシク教徒家庭に生まれる。父プラディープ・シン・ドゥピアはインド海軍の司令官で、母マンピンダル（バーブリ・ドゥピア）は専業主婦だった。ネーハーはコーチ海軍児童学校に入学し、後にニューデリーの海軍児童学校に転校した。成長後はイエス&マメアリー大学に進学し、歴史学を専攻した。
2018年5月10日に俳優のアンガド・ベーディーと結婚式を挙げ、11月18日に娘を出産した。

## キャリア

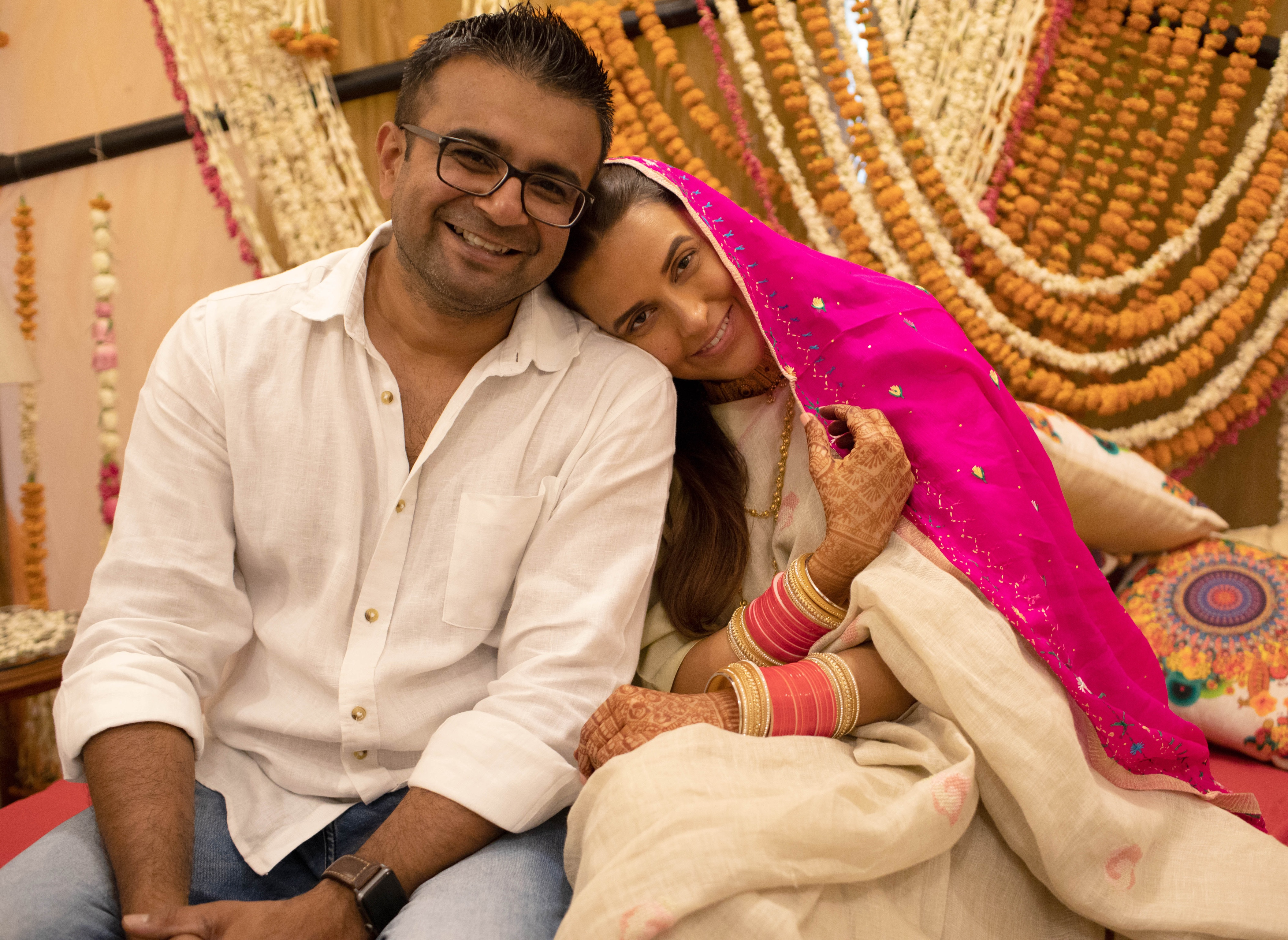
結婚式でのネーハー・ドゥピアと結婚式の撮影を担当したアシシュ・パルマル

ネーハーは「グラフィティ」と呼ばれる演劇で女優デビューし、その後はバンドグループ・ユーフォリアのミュージックビデオや広告のモデルとして活動し、2000年にテレビシリーズ『Rajdhani』に出演した。2002年にはフェミア・ミス・インディアで優勝してミス・ユニバース・インディアになり、ミス・ユニバース2002ではトップ10入りを果たした。
1994年にプリヤダルシャンの『Minnaram』に子役として出演し、映画デビューを果たした。2000年に日本製作の『ナトゥ 踊る!ニンジャ伝説』に出演し、2003年には『Qayamat: City Under Threat』でボリウッドデビューした。2004年に主演を務めた『Julie』で知名度を上げ、2005年の『Sheesha』で双子を演じたが、同作は興行的に失敗している。その後はヒットを記録した『Kyaa Kool Hai Hum』『ラカンドワーラーの抗争』に出演した。『Chup Chup Ke』『Ek Chalis Ki Last Local』『Mithya』『Maharathi』『Singh Is Kinng』『Dasvidaniya』では助演として出演し、2011年には『ガンディー・トゥ・ヒトラー』でエヴァ・ブラウンを演じた。
2016年にミュージック・アプリサービスのジオサーヴァンで「#NoFilterNeha」の司会を務めた。ボリウッドの著名人へのインタビューを配信する同サービスは好評を得て230万人の視聴者を獲得し、2017年にはシーズン2が開始された。